# فاسيلي بيلوف
فاسيلي بيلوف (بالإنجليزية: Vasily Belov)‏‏ (23 أكتوبر 1932 - 4 ديسمبر 2012 في فولوغدا) شاعر، وكاتب، وروائي، وكاتب مسرحي من الاتحاد السوفيتي.

## الجوائز
- جائزة الدولة السوفيتية
- وسام لينين
- نيشان الشرف
- نيشان الاستحقاق الوطني في روسيا من الدرجة الرابعة
- وسام الراية الحمراء من حزب العمال
- ميدالية اليوبيل "60 سنوات من النصر في الحرب الوطنية العظمى 1941-1945"  [لغات أخرى]‏
- ميدالية اليوبيل "65 سنة من النصر في الحرب الوطنية العظمى 1941-1945" [الإنجليزية]‏
- ميدالية العمالة المبهرة  [لغات أخرى]‏

## روابط خارجية
- فاسيلي بيلوف على موقع IMDb (الإنجليزية)